# کالاهئو (هاوایی)
کالاهئو (به انگلیسی: Kalaheo) یک منطقهٔ مسکونی در ایالات متحده آمریکا است که در شهرستان کائوآئی، هاوایی واقع شده‌است. کالاهئو ۷٫۸ کیلومتر مربع مساحت و ۴٬۵۹۵ نفر جمعیت دارد و ۲۰۸ متر بالاتر از سطح دریا واقع شده‌است.